# ناوشکن کلاس مینکاز
دیسترویر کلاس مینکاز (به انگلیسی: Minekaze-class destroyer) یک کلاس از کشتی است که طول آن ۹۷٫۵ متر (۳۲۰ فوت) می‌باشد.